# Marie-Hélène Fortin
 (juillet 2009).
Si vous disposez d'ouvrages ou d'articles de référence ou si vous connaissez des sites web de qualité traitant du thème abordé ici, merci de compléter l'article en donnant les références utiles à sa vérifiabilité et en les liant à la section « Notes et références ».
Marie-Hélène Fortin est une violoniste et chanteuse québécoise (Canada).

## Enfance et études
Marie-Hélène Fortin est originaire du Saguenay. Elle est née le 15 juin 1970. Elle a été en couple pendant plusieurs années (au moins de 1995 à 2022-2023) avec Stéphane Archambault. Ils ont un fils, Clovis, né en avril 2004 et une fille, Jeanne, née en mai 2012.
De 4 à 12 ans, elle apprend le violon. Elle étudie à l’Université du Québec à Montréal en 1990 et en 1991, puis à l'École nationale de théâtre du Canada où elle obtient son diplôme en 1995. Elle suit des cours de voix et micro avec Danièle Panneton au Conservatoire d’art dramatique en 2006-2007.
À l’École nationale de Théâtre, elle a étudié le wushu, un art martial. Elle a également suivi plusieurs cours de danse : danse classique, ballet-jazz, danse moderne, etc.

## Carrière
Marie-Hélène Fortin est violoniste et chanteuse au sein du groupe Mes Aïeux depuis 1996. Elle a participé à plus de 400 spectacles, festivals, prestations TV.
En 2018, elle est élue conseillère du siège 1 au scrutin municipal de la ville de Rosemère et fait équipe avec le nouveau maire, Eric Westram.

### Télévision
- STAT 3, Mélanie Richer, 2e rôle, 2024
- A coeur battant, avocate, 2e rôle, 2024
- L'homme qui aimait trop, Ginette, 2e rôle, 2021
- District 31, Lyne Lapierre, 1er rôle, 2018
- Clash, Réceptionniste, 2e rôle, 2018, Production Aetios
- Unité 9, Sylvie, 2e rôle, 2016
- 30 vies VI, 1er rôle, 2016
- Virginie, 1er rôle, réal. Frédéric Paillé, prod. Aetios, Radio-Canada, 2006
- Il était une fois dans le trouble, 1er rôle : chanteuse, réalisatrice Brigitte Coutu & Johanne

Loranger, production Zone 3, 2005 
- L’Auberge du Chien Noir, 1er rôle, réal. C. Martineau, production Radio-Canada, 2003
- À la poursuite de Carmen San Diego, 1ers rôles, continuité, production SDA, Radio-Canada,

1998-2000 
- 4 1/2 en folie, rôle : chanteuse et violoniste, Groupe Mes Aïeux, Radio-Canada
- Jasmine, rôle : policière, réalisateur Jean-Claude Lord, TVA
- Le petit musée de Velasquez, rôle : modèle, réal. Bernard Hébert

### Discographie
- Cinq albums : Ça parle au diable (2000), Entre les branches (2001), En Famille (2004), La Ligne Orange (2008) et À l'aube du printemps (2012)
- DVD en spectacle Tire-toi une bûche (2006) (Mes Aïeux)
- Participation à l’album Hommage à Beau Dommage, 2005
- Participation à l’album pour enfants Le petit chien de laine, 2005
- Participation à l’album Hommage à Serge Fiori, 2006

### Vidéoclip
Comédienne et musicienne dans quatre vidéoclips du groupe Mes Aïeux, diffusion Musique Plus, 
Musimax.
- Dondaine, réal. Érik Cimon, 2001
- Dégénérations, réal. Mathieu Grondin, 2004
- Le repos du guerrier, réal. Érik Cimon, 2005
- Toune en On, réal. Robin Aubert, 2005

### Théâtre
- L’époque Garneau, de Michel Garneau, m.e.s. Stéphane Bellavance, Bain St-Michel, 2006
- Pacamambo, de Wajdi Mouawad, rôle : Marie-Marie, m.e.s. Serge Marois, prod. Arrière scène (Maroc et au Québec), 2003
- Corps et âme, rôle : Sally, m.e.s. Robert Reid, prod. l’Ange Éléphant, Théâtre Prospéro, 2002
- La mère merle, rôle :Laviat, texte et m.e.s. Jasmine Dubé, Théâtre Bouches décousues, 2000-2001 (tournée Québec-France)
- C’est devenu gros, rôle : Nathalie, m.e.s. Jean-Stéphane Roy, Petit théâtre du Nord, été 2000
- Corps et âme, rôle : Sally, m.e.s. Robert Reid, Atelier de l’Ange-éléphant, 1999
- Héloïse, la justification d’une passion, rôle : Héloïse, Compagnie de théâtre danse Tenon-Mortaise, Espace libre, 1999
- La légende du manuel sacré, rôle : l’invincible, m.e.s. Huy Phong Doan, Espace libre, 1998
- Émilie et l’été de toutes les histoires, rôle : Laurence, Théâtre du petit Chaplin, Tournée 1996-97
- Les gagnants, rôle : Caroline, m.e.s. François Archambault, Salle Fred Barry, 1996
- Voyage au bout de la nuit, rôle : Clémence, m.e.s. Wajdi Mouawad, Salle Fred Barry et Théâtre de poche, Bruxelles, 1995
- Le fantôme du grand castor, rôle : Mimi, Théâtre de la source et spectacles dans les écoles

Comédienne pigiste improvisatrice pour la compagnie de théâtre-forum Mise au 
jeu depuis 1998.

### Cinéma
- Paul à Québec, 2015 : Edith, bénévole musicienne

## Récompenses
- Prix au Gala de l'ADISQ (2007-2009-2010)